# Tapojoki
Tapojoki är ett vattendrag i Finland. Det förbinder sjön Tapojärvi med Äkäsjoki, biflöde till Muonioälven. Tapojoki ligger i landskapet Lappland, i den norra delen av landet, 800 km norr om huvudstaden Helsingfors. Det  ingår i Torne älvs huvudavrinningsområde.  Vid utloppet i Äkäsjoki ligger en by med samma namn.